# Лозове (Пологівський район)
Лозове́ — село в Україні, у Пологівському районі Запорізької області. Населення становить 70 осіб. Входить до складу Воскресенської сільської громади.

## Географія
Село Лозове примикає до села Дружне, на відстані 1 км розташоване селище Магедове. По селу протікає пересихаючий струмок з загатою. Поруч проходить залізниця, станція Магедове за 1,5 км.

## Історія
- 1771 — дата заснування.